# Katia Mann
Katia Mann (geboortenaam Katharina Hedwig Pringsheim; Feldafing, 24 juli 1883 – Kilchberg, 25 april 1980) was de echtgenote van de Duitse schrijver Thomas Mann. Zij had eerst de Duitse nationaliteit, vanaf 1962 de Zwitserse.
Thomas Mann schreef verschillende boeken waarin personages voorkomen die geïnspireerd zijn op Katia Mann. Zo lag haar verblijf in een kuuroord in Davos ten grondslag aan zijn roman De Toverberg (1924) en het verhaal Die Betrogene (1953). In 1974 werkte Katia Mann mee aan een lang interview, dat gepubliceerd werd met de titel Meine ungeschriebenen Memoiren.
Het huwelijk van Thomas en Katia was gelukkig, ondanks de homo-erotische neigingen van Thomas Mann, die af en toe verliefd werd op jongens. Katia accepteerde hem zoals hij was. Thomas Mann was haar daarvoor dankbaar. Ook vervulde Katia allerlei functies rondom het werk van haar man. Zo was zij redacteur, uitgever, vertaler, manager en verzorgde zij de PR.

## Biografie

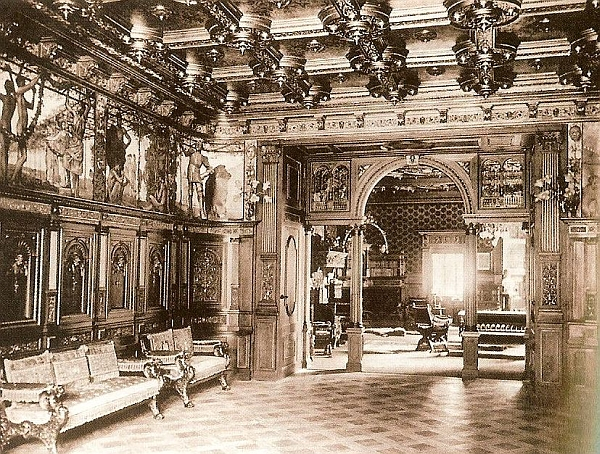
Katia's ouderlijk huis, het Pringsheimpaleis in München

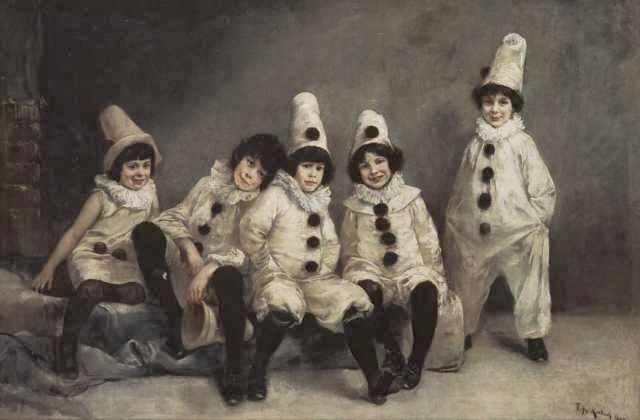
Friedrich August von Kaulbach: Kindercarnaval uit 1888, links Katia Pringsheim

### Vroege jaren
Katia werd geboren in Feldafing in de buurt van München, als telg van een van de rijkste Duitse families. Zij groeide op in uiterst voorspoedige en liberale omstandigheden. Het gezin woonde vanaf 1890 in een villa in de Arcisstraße 12 in München. De villa had een oppervlakte van 1500 vierkante meter, een aparte route voor de dienstbodes, een muziekzaal en een bibliotheek. Bovendien was er elektriciteit, wat toen zeldzaam was voor particuliere woningen. In 1888 werd zij afgebeeld op een schilderij van Friedrich August von Kaulbach. In 1892 werd haar portret geschilderd door Franz von Lenbach. 

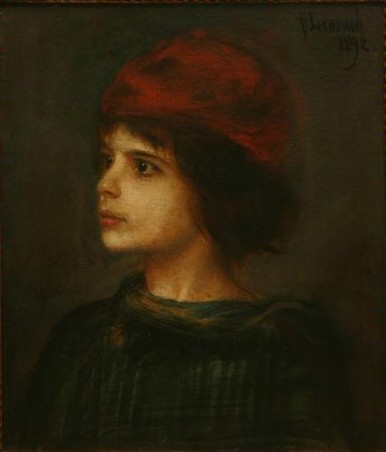
Portret van Katia Pringsheim als kind (1892) door Franz von Lenbach

De ouders van Katia stelden hoge eisen aan de schoolopleiding van hun kinderen, en streefden voor allen een academische opleiding na. Terwijl haar broers naar een middelbare school gingen, kreeg Katia vanaf zevenjarige leeftijd privélessen en deed ze in 1901 als eerste vrouw examen aan een middelbare school in München, het Wilhelmsgymnasium - op aanraden van haar grootmoeder, de feministe Hedwig Dohm. Omdat vrouwen waren uitgesloten van het staatsexamen moest Katia als een zogenoemde privé-student een pre-examen afleggen om te kunnen deelnemen aan het examen. Vervolgens kreeg ze toestemming om colleges bij te wonen aan de universiteit van München, waar haar vader les gaf. Pas enkele jaren later, in 1903, werd het in Beieren voor vrouwen mogelijk om een reguliere studie te volgens. Katia Pringsheim was een van de eerste zogenaamde actieve studentes en was vooral geïnteresseerd in natuurwetenschappen en wiskunde, maar woonde ook colleges filosofie bij.

### Thomas Mann
In het voorjaar van 1904 leerde ze de zeven jaar oudere Thomas Mann kennen via een gemeenschappelijke kennis, de schrijfster Elsa Bernstein. Katia en haar familie waren in eerste instantie niet zo enthousiast over Mann, mogelijk omdat Mann haar ook uitkoos vanwege haar familie-achtergrond, zoals de grote rijkdom en het culturele milieu. Katia vond hem een houten klaas en van verkeerde afkomst. Thomas schreef echter hartstochtelijke liefdesbrieven aan Katia. In zijn autobiografisch gekleurde roman Koninklijke Hoogheid van 1909 beschrijft Thomas Mann deze fase van zijn leven. In de herfst van 1904 brak Katia haar studie natuurkunde en wiskunde af om met Thomas Mann te trouwen. Het huwelijk vond plaats op 11 februari 1905 in München. Ze vervolgde haar studie nog vier semesters als extraneus.
Katia en Thomas Mann gingen wonen in een appartement dat haar vader voor hen had ingericht. In 1907 konden ze door het gegroeide inkomen van Thomas Mann een weekendhuis laten bouwen in de buurt van Bad Tölz. Vanaf 1910 woonde het gezin met inmiddels vier kinderen in de Mauerkircherstrasse 13, in twee onderling verbonden appartementen met vier slaapkamers. In 1914 verhuisden ze samen met het personeel (kok, kamermeisje, kindermeisje - later ook chauffeur) naar hun statige, villa aan de Poschingerstrasse 1.
Katia bekeerde zich naar de religie van haar man, het lutheranisme.

### Kinderen

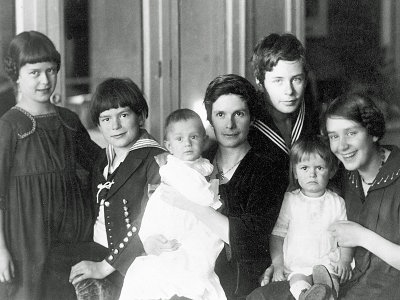
Katia Mann met haar zes kinderen in 1919

Katia en Thomas Mann kregen zes kinderen in vijftien jaar.
| Naam      | Geboortedatum    | Sterfdatum       |
| --------- | ---------------- | ---------------- |
| Erika     | 9 november 1905  | 27 augustus 1969 |
| Klaus     | 18 november 1906 | 21 mei 1949      |
| Golo Mann | 27 maart 1909    | 7 april 1994     |
| Monika    | 7 juni 1910      | 17 maart 1992    |
| Elisabeth | 24 april 1918    | 8 februari 2002  |
| Michael   | 21 april 1919    | 1 januari 1977   |

De schoolprestaties van de kinderen voldeden niet aan de verwachtingen. Behalve Elisabeth voltooide geen enkel kind de middelbare school en verhuisden ze naar privéscholen, vaak kostscholen.

### Ziekte
Katia Mann werd ziek in de herfst van 1911, een jaar na de geboorte van haar vierde kind Monika. De ziekte werd eerst aangezien voor (gesloten) tuberculose, maar bij een later uitgevoerd röntgenonderzoek bleken er geen resten van tuberculose in haar longen zichtbaar te zijn. Haar moeder, Hedwig, meende dat de ziekte veroorzaakt werd door uitputting. Katia had het leven geschonken aan vier kinderen en kreeg daarnaast nog twee miskramen in minder dan vijf jaar. Bovendien typte ze voor haar man en regelde zij zijn afspraken, bovenop de zorg voor een groot gezin. Hedwig realiseerde zich dat haar dochter rust nodig had. In januari 1912 werd Katia als een van de eerste patiënten toegelaten tot het Wald Sanatorium in Davos, Zwitserland. Thomas Mann bracht haar daar een lang bezoek en ook ontving hij vele brieven van haar, waarin zij de hele en halve gekken die er woonden beschreef. Deze inspireerden hem voor zijn roman De Toverberg. Katia verbleef tot mei 1914 in diverse sanatoria, die haar volgens eigen zeggen kracht gaven, zodat ze er weer tegen kon.
Ondertussen bleven haar kinderen in München en werden verzorgd door kindermeisjes. Klaus Mann zegt over deze tijd: "In zulke maanden en halve jaren regeerden humeurige dames bijna volledig over ons". Mann bekommerde zich meestal niet om de kinderen, en als ze thuis was moest Katia voor de nodige stilte in huis zorgen. Voor de middag mocht Mann niet gestoord worden.

### Eerste Wereldoorlog en interbellum
Tijdens de Eerste Wereldoorlog nam het inkomen van Mann af en moest het personeel ontslagen worden. Het weekendhuis moest verkocht worden.
Dochter Erika begon in 1924 na haar eindexamen middelbare school een acteeropleiding. In 1926 trouwde ze met een andere acteur, Gustaf Gründgens, maar het huwelijk duurde slechts tot 1929.
Katia Mann vergezelde Thomas Mann regelmatig tijdens officiële reizen gedurende deze periode. Al in 1920 ontving hij een eredoctoraat van de universiteit van Bonn, in 1926 benoemde de senaat van Lübeck hem tot hoogleraar en in 1929 ontving hij de Nobelprijs voor literatuur voor zijn werk Buddenbrooks. Een deel van het prijzengeld gebruikte het paar om de schulden van hun kinderen Klaus en Erika na hun reis rond de wereld af te betalen. Daarnaast lieten zij een zomerhuis in Nida bouwen.

### Ballingschap in Zwitserland
Thomas Mann toonde zich rond 1930 nadrukkelijk tegenstander van het opkomende nationaalsocialisme en antisemitisme, mede omdat Katia half-Joods was en er duidelijk last van had. Dochter Erika en zoon Klaus werden in januari 1933 bij de première van hun politieke cabaret Die Pfeffermühle als "Anti-Duits" bestempeld. Om te ontsnappen aan arrestatie gingen de leden van dit cabaretgezelschap ondergronds. Erika en Klaus Mann waarschuwden hun ouders, die op dat moment in het buitenland waren, per brief en telefoon.
In mei 1933 kwam ook werk van haar zwager, Heinrich Mann, en haar zoon Klaus op de brandstapels van de nationaalsocialisten terecht. Thomas Mann en Katia durfden niet meer terug te keren naar Duitsland Zij waren bang om gearresteerd te worden en gingen vrijwillig in ballingschap. Zij gingen in Zwitserland wonen. Dochter Erika trouwde in 1935 voor de tweede keer, nu met de Engelse dichter WH Auden om aan een Brits paspoort te komen.
In 1938 vertrok het hele gezin naar de Verenigde Staten. In de periode van ballingschap nam Katia de zorg van haar zes kinderen op zich. Katia wordt gezien als de goede geest van het gezin, en was ook de verbindende factor die hen allemaal samenhield. Ze onderwees haar kinderen, was manager van haar man, en zorgde voor alle behoeften van het gezin.
Thomas en Katia Mann kozen eerst Sanary-sur-Mer in Zuid-Frankrijk als toevluchtsoord, maar vestigden zich uiteindelijk in de Zwitserse stad Küsnacht. Behalve Klaus - die in Amsterdam werkte aan de oprichting van het tijdschrift Die Sammlung, gefinancierd door Annemarie Schwarzenbach - woonde het hele gezin daar. Een deel van haar huisraad was via omwegen naar Zwitserland gebracht. Dankzij investeringen in activa in het buitenland konden zij in hun levensonderhoud voorzien. Thomas Mann begon in 1934 weer met reizen om lezingen te geven. Katia Mann vergezelde hem verschillende keren naar de Verenigde Staten. In 1936 werd hen het Duits staatsburgerschap ontnomen. Met uitzondering van Erika (die inmiddels met de Britse dichter W.H. Auden was getrouwd), kreeg de hele familie Mann nu het Tsjechoslowaakse staatsburgerschap, dankzij een goede relatie met toenmalig president Edvard Beneš. Door deze problemen en doordat drie van de kinderen drank- en drugsproblemen hadden, schreef Katia "fatale" brieven, zoals Thomas Mann noteerde in zijn dagboek.

### Tweede Wereldoorlog en daarna – Verenigde Staten

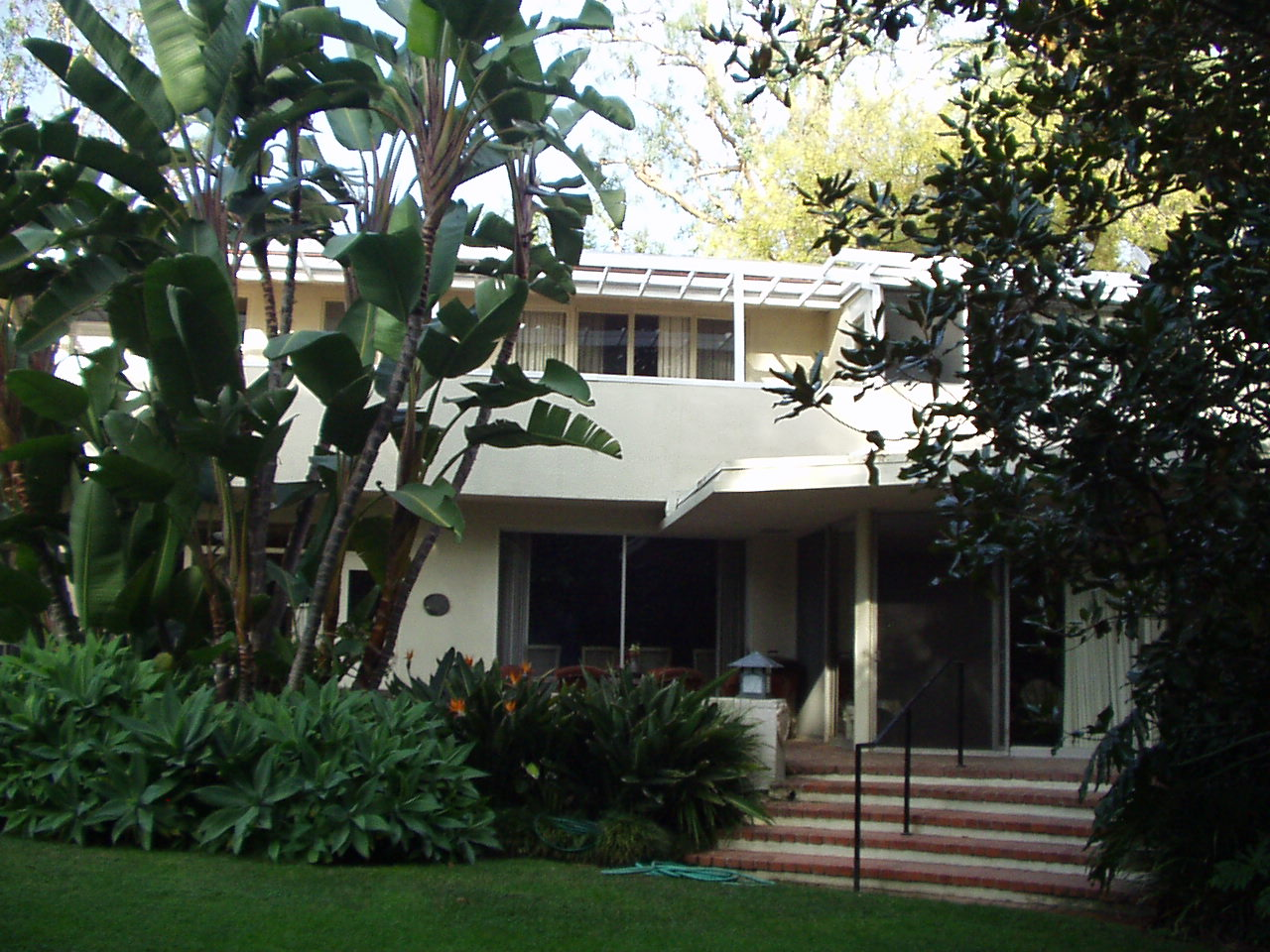
Thomas Man House, Pacific Palisades (2006)

In maart 1938 vielen Duitse troepen Oostenrijk binnen en verslechterde de situatie van joodse vluchtelingen in Zwitserland. Op 17 september 1938 vertrokken Katia en Thomas Mann met hun dochter Elisabeth van Southampton naar de VS, waar ze enthousiast werden ontvangen. In de VS sloot Katia vriendschap met Molly Shenstone, de echtgenote van natuurkundige Allen G. Shenstone. In de VS sloten ze ook vriendschappen met interessante persoonlijkheden, zoals Charlie Chaplin en Albert Einstein.
Katia Mann was erg bezorgd om haar ouders, die nog in Duitsland waren en pas op 31 oktober 1939, een dag voordat de grenzen gesloten werden, in Zürich arriveerden. Na het uitbreken van de Tweede Wereldoorlog probeerde Katia Mann alle gezinsleden naar Amerika te halen.

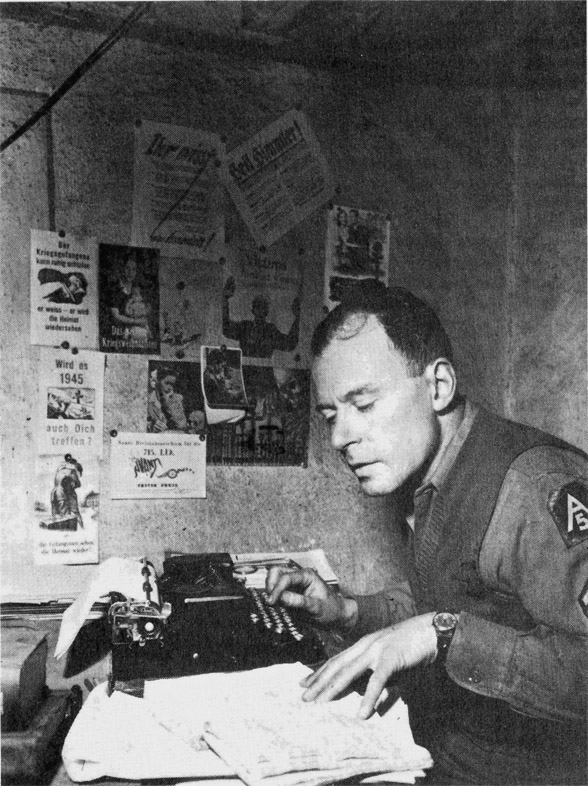
Klaus Mann als Amerikaanse sergeant in Italië, 1944

Katia Manns vader stierf in 1941 en haar moeder een jaar later in Zürich. De berichten over hun dood ontving ze in Californië, waarheen ze in april 1941 was verhuisd. Thomas Mann had daar een contract getekend met het filmbedrijf Warner Brothers. Het echtpaar kon wonen in een groot pand op San Remo Drive 1150 in Pacific Palisades. Het interieur werd ingericht door door Katia Mann, samen met interieurontwerper Paul Huldschinsky. Katia Mann was ook verantwoordelijk voor het aannemen van het personeel. Katia Mann kreeg in deze periode verschillende kleinkinderen. Katia en Thomas Mann ontvingen pas in juni 1944 het Amerikaanse staatsburgerschap.
In april 1946 werd Thomas Mann geopereerd aan zijn longen, waarbij een tumor werd verwijderd. Katia Mann schreef: "Zo'n longoperatie is onder alle omstandigheden een ernstige ingreep en twee keer zo ernstig op oudere leeftijd." Toen Mann hersteld was konden ze een jaar later op reis naar Europa. Hun dochter Erika keerde terug naar het ouderlijk huis in 1948 om haar vader te ondersteunen "als secretaresse, biograaf en erfgename". Zij vergezelde haar ouders ook op een andere reis naar Europa in 1949. Tijdens die reis kwam het bericht dat haar zoon Klaus zelfmoord had gepleegd.
Katia Mann was in 1942 geopereerd aan haar baarmoeder. In 1950 volgde nog een buikoperatie. Kort daarna liet zij haar borsten strakker maken. Maar ze had niet veel tijd om te herstellen. In Chicago bezocht ze Elizabeth, die in een ernstige huwelijkscrisis verkeerde. Ook het huwelijk van Michael leek te mislukken als gevolg van een ongelukkige affaire met de zus van Yehudi Menuhin, Yaltah Menuhin. Erika, geschokt door de zelfmoord van haar broer, gleed verder haar drugsverslaving in. Thomas Mann schreef hierover: "Het doet me pijn dat Erika haar geliefde moeder op de zenuwen werkt en neerslachtig maakt, zelfs irriteert met haar grote bitterheid."

### Terugkeer naar Zwitserland
In 1951 ontstonden - in het licht van het veranderende sociale en politieke klimaat van het McCarthy-tijdperk - de eerste plannen om terug te keren naar Europa.
Halverwege 1952 kwamen Katia en Thomas Mann in Zürich en gingen tijdelijk wonen in Erlenbach bij Küsnacht. Ze waren voorafgegaan door Golo en Erika. Elisabeth was met haar familie verhuisd naar het huis van haar man in Florence. Haar man, Borgese, stierf aan een beroerte in 1952 en Elisabeth keerde tijdelijk terug naar haar ouders. De interesse voor de schrijver Thomas Mann verdween geleidelijk in de VS, maar in  in Zwitserland, Duitsland en Italië werd hij opnieuw overladen met eer en verzoeken om lezingen te geven,.
In 1954 vond Katia Mann na veel inspanning een huis in Kilchberg aan de westelijke oever van het meer van Zürich, Alte Landstrasse 39. In juli 1955 klaagde Thomas Mann voor het eerst in de Nederlandse badplaats Noordwijk tegenover Katia over pijn in het been. Hij stierf in haar aanwezigheid op de 12 augustus 1955 in het kantonziekenhuis in Zürich aan de gevolgen van aderverkalking. Het echtpaar had in februari dat jaar het 50-jarig huwelijk gevierd.

### Laatste jaren

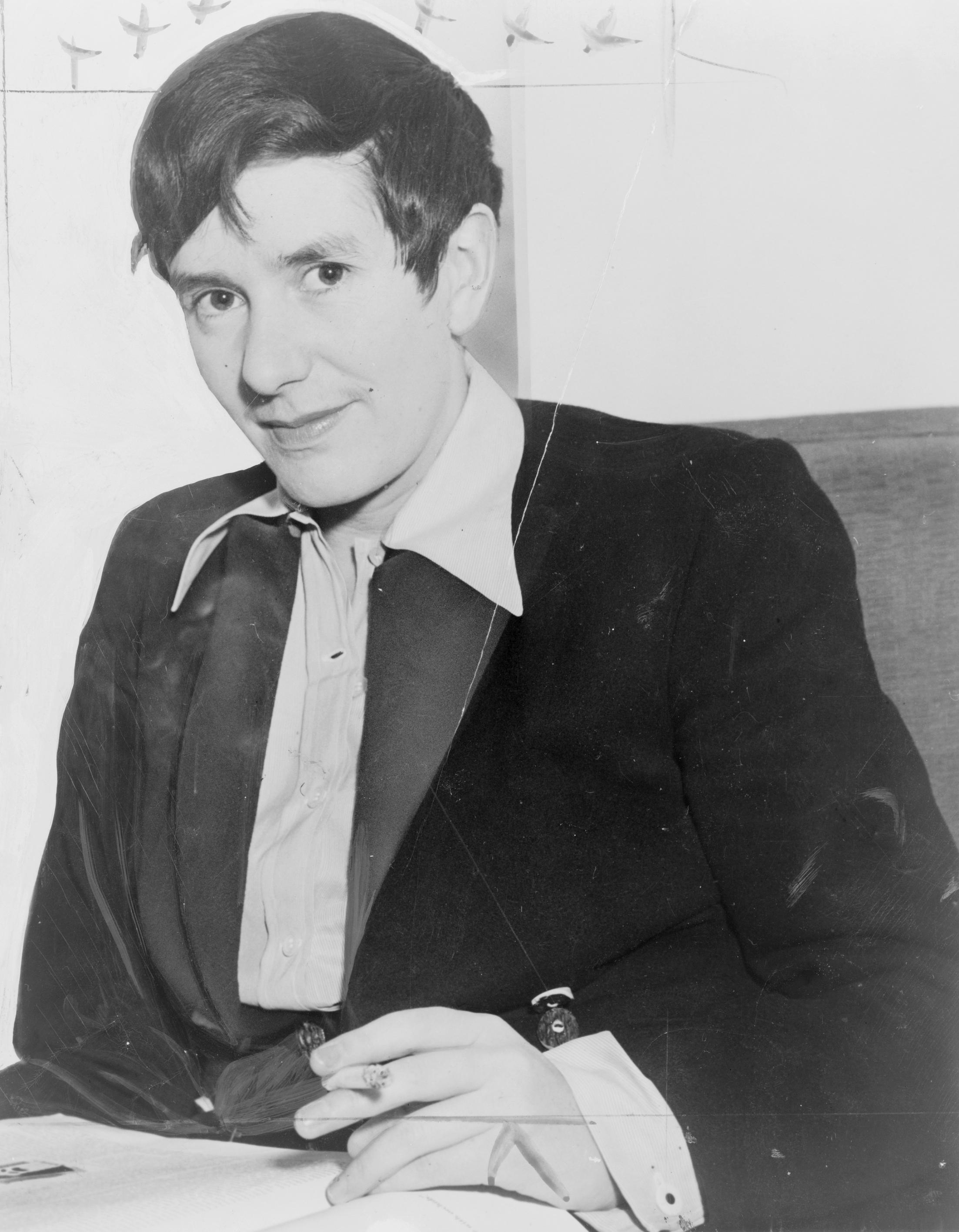
Erika Mann - foto gemaakt tussen 1933 en 1945

Katia Mann en Erika woonden na het overlijden van Mann samen in het huis in Kilchberg. Katia bleef zich inzetten voor het werk van haar man. Erika begeleidde haar moeder op de gestaag in aantal afnemende optredens. In een artikel bij haar 75ste verjaardag schreef het Badener Tagblatt van 24 juli 1958 dat Katia "niet behoort tot het [...] pauwachtige opgeblazen type van de schrijversvrouw." Sociaal was het rustiger geworden na de dood van Thomas Mann, maar Katia was niet alleen. Golo had zijn leerstoel politiek aan de universiteit van Stuttgart in 1965 opgegeven en woonde ook bij hen als freelance historicus. Elisabeth kwam ook regelmatig vanuit Toscane, waar ze werkte als schrijver en journalist. Monika had zich op Capri gevestigd en kwam net zoals Michael slechts zelden. De laatste had Duits gestudeerd in de VS, maar liet zijn zonen achter bij Katia Mann in Zwitserland. Frido, haar favoriete kleinzoon, woonde daar tot het voltooien van zijn muziekstudies.

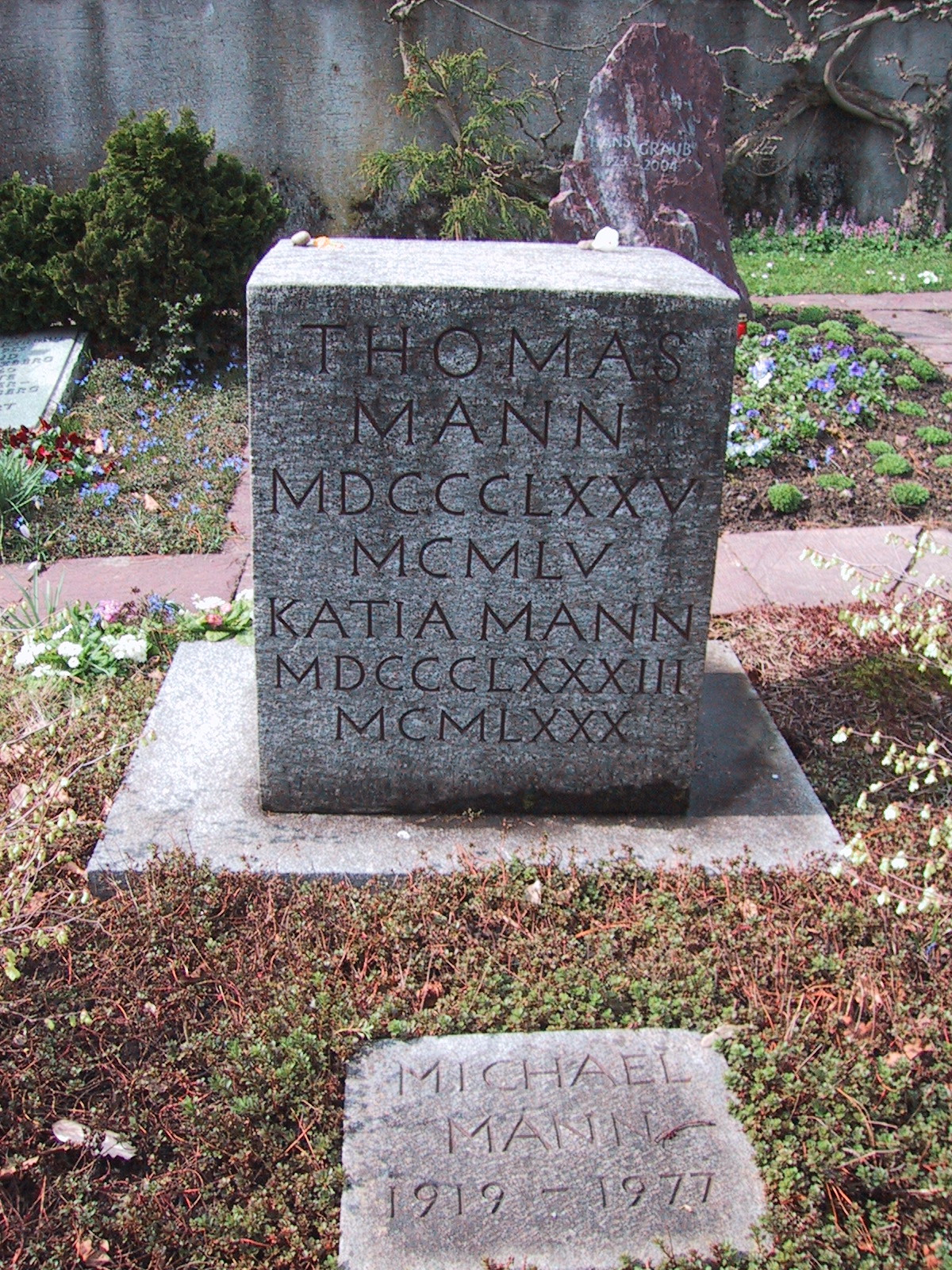
Het familiegraf in Kilchberg

In november 1962 kreeg Katia Mann de Zwitserse nationaliteit, na het vereiste verblijf van tien jaar in dat land. Eerder moest ze, zoals elke aanvrager, aantonen dat ze voldoende kennis had van de Zwitserse geschiedenis. Na verschillende verkeersongevallen werd in 1964 haar rijbewijs ingetrokken. Hoewel ze al sinds het begin van de jaren dertig een fervent automobilist was en hoewel ze technisch gezien "een briljante chauffeur is, beangstigt ze ons af en toe door een al te groot Godsvertrouwen." zo schreef Erika.
In 1969 stierf Erika aan een hersentumor. Zij werd begraven in het familiegraf in Kilchberg. In 1970 verscheen een televisiefilm waarin Katia vertelde over haar leven. Deze film werd ook in de VS vertoond.
In 1972 overleed de tweelingbroer van Katia. "Degenen die zo lang leven, moeten velen overleven", zo schreef ze op haar negentigste verjaardag in haar dagboek. In 1975 was het twintig jaar geleden dat Thomas Mann was overleden. Katia kon toen zijn dagboeken openen omdat de blokkeerperiode was verstreken. Michael nam op verzoek van zijn moeder het belangrijkste voorbereidende werk van de publicatie over. Hij stierf echter op oudejaarsavond 1976/1977 aan een combinatie van alcohol en barbituraten. Hij werd ook in het familiegraf begraven, naast zijn vader en zus.
Voor de nu dementerende Katia werd de dood van haar derde kind geheim gehouden. Op 25 april 1980 stierf Katia Mann op 96-jarige leeftijd. Haar zoon Golo woonde toen nog steeds bij haar. Ook zij werd begraven in het familiegraf van Kilchberg.

## Familie en joodse afkomst
Katia Mann was het jongste kind van de Duits-Joodse wiskundige en kunstenaar Alfred Pringsheim en zijn vrouw Hedwig Pringsheim-Dohm. Zij had vier broers, namelijk Erik (1879-1908), Peter (1881-1963), Heinz (1882-1974) en een tweelingbroer Klaus (1883-1972). Klaus Pringsheim was dirigent, componist, schrijver en muziekpedagoog, actief in Duitsland en Japan. Peter maakte naam als hoogleraar fysica, Heinz was doctor in de archeologie en schakelde later over naar de muziek. Erik werd advocaat, maar raakte vanwege zijn verkwistende levensstijl uit de gunst van zijn vader. Hij stierf in Argentinië onder mysterieuze omstandigheden, slechts 29 jaar oud. De vader van Katia kwam uit een rijke Silezische koopmansfamilie. Haar moeder was actrice en trad vóór haar huwelijk op in Berlijn.
Katia was kleindochter van moederskant van Ernst Dohm en Hedwig Dohm, schrijver en activiste op het gebied van vrouwenrechten. De geboortenaam van Hedwig Dohm was Jülich, maar zij werd na het huwelijk van haar moeder erkend door haar vader - G.A. Schlesinger. De grootvader van Katia van vaderskant was de Duits-Joodse industrieel Rudolf Pringsheim. Zij was ook een nicht van de bankier Hugo Pringsheim.
De familie van haar grootvader Ernst Dohm had net als haar vader wortels in Silezië en was net als de families Pringsheim en Schlehsinger van Joodse afkomst. De Berlijnse fabrieksfamilie Schlehsinger (verkort naar de niet-Joods klinkende naam Schleh) bekeerde zich echter in 1817 tot het protestantse geloof. Hetzelfde deed de koopliedenfamilie Dohm in 1827. Katia's vader was eveneens Joods, maar beschreef zichzelf als niet-confessioneel en liet al zijn kinderen protestants dopen. Niettemin golden hij en zijn nakomelingen ten tijde van het nationaalsocialisme als Joden en werden zij vervolgd.

## Over Katia Mann
De Duitse literatuurcriticus Marcel Reich-Ranicki beschreef Katia Mann als "Een literair-historische figuur, [...] - op een lijn met Goethes Christiane en Schillers Charlotte, met Heines Mathilde en Fontanes Emilie". In zijn boek over Thomas Mann en zijn familie, gepubliceerd in 1987, zegt Reich-Ranicki over de rol van Katia Mann: 'door te bemiddelen tussen Thomas Mann en de omgeving, tussen zijn werk en het dagelijks leven, maakte zij zijn werk pas echt mogelijk, waarmee zij tot de vaak onderschatte vrouwen behoort aan wie Duitsland oneindig veel te danken heeft'.
Een aantal biografieën geeft haar postuum erkenning.

Het boek Meine ungeschriebenen Memoiren werd in 1974 samengesteld door Elisabeth Plessen en haar zoon Michael Mann en aangevuld met biografische verklaringen van haar andere kinderen Erika en Golo Mann. In een van de interviews die ervoor gemaakt werden zegt zij: 
"Inderdaad heb ik mijn hele, al te lange leven strikt privé gehouden. Ik ben nooit naar voren getreden, ik vond dat niet passen. Ik kreeg altijd te horen dat ik mijn memoires moest schrijven. Maar ik heb altijd gezegd: in dit gezin moet er iemand zijn die niet schrijft. Dat ik nu deelneem aan dit interview is uitsluitend te wijten aan mijn zwakheid en welwillendheid."
Gottfried Bermann Fischer, uitgever van het werk van Thomas Mann, schreef in 1935 in een brief aan Katia Mann: "Ik weet hoeveel er te danken is aan uw kracht en onvermoeibaarheid. Daardoor was Thomas Mann in staat was om zijn geweldige werk te creëren en te voltooien. Tegenover alles wat zijn kwetsbare en gevoelige aard zo diep schokte, was u de bewaker en beschermer, die (...) weer voor evenwicht zorgde."
Over Katia Mann verschenen in 2003 twee biografieën, van Inge & Walter Jens en van Kirsten Jüngling & Brigitte Rossbeck.
In 2017 verscheen de Nederlandse vertaling van het boek van Tilmann Lahme over Thomas en Katia Mann en hun gezin.